# District de Hòn Đất
Hòn Đất est un district rural de la province de Kiên Giang dans le delta du Mékong au sud du Viêt Nam. 

## Géographie
La superficie du district de Hòn Đất est de 1 028 km2. 
Le chef-lieu du district est Hòn Đất.